# 狭叶香港远志
狭叶香港远志（学名：[Polygala hongkongensis var. stenophylla] 错误：{{Lang}}：文本有斜体标记（帮助））为远志科远志属下的一个变种。

## 扩展阅读
- 維基物種上的相關：狭叶香港远志